# Biserica Sfântul Nicolae din Hațeg
Biserica „Sfântul Ierarh Nicolae” este un monument istoric aflat pe teritoriul orașului Hațeg. 

## Istoric și trăsături
Biserica „Sfântul Ierarh Nicolae” este un lăcaș de cult de zid, de plan dreptunghiular, cu absida nedecroșată, ridicat între anii 1821 și 1828, în timpul păstoririi preotului Ioan Maximilian, cu sprijinul a doi căpitani sârbi de la Regimentul grăniceresc din Hațeg, deservind până în prezent, fără întrerupere, obștea ortodoxă a orașului, conscripția din anii 1829-1831 o menționează ca atare. Decorul iconografic inițial, executat în 1928 de Ilie Chidu din Sibiu, a fost reînnoit în 1980 de pictorul Petru Iacobescu din Timișoara, restaurarea frescei s-a făcut în anii 1994-1995.